# Tomte (groupe)
Pour les articles homonymes, voir Tomte.
Tomte est un groupe allemand de rock indépendant, originaire de Hambourg, actif entre 1987 et 2012.

## Histoire
Le groupe est formé en 1987 ou 1988 sous le nom de Warpigs dans la petite ville de Hemmoor, dans le nord de l'Allemagne. Plus tard, ils se rebaptisent Tomte Tummetott, d'après le livre pour enfants homonyme d'Astrid Lindgren, et finalement le nom du groupe est réduit à Tomte. En 1991, Tomte Tummetott enregistre une bande démo dans le salon du chanteur et bassiste Christian Stemmann, qui ne sera jamais publiée. Ce n'est qu'en 1994 que la suivante est publiée, cette fois-ci déjà sous le nom de Tomte. Elle contient entre autres la chanson Der Egoisté, qui apparaît plus tard sur un CD bonus du fanzine Komm küssen. En 1996, le premier single Blinkmuffel sort en tant que vinyle. 
Début 2006, le quatrième album Buchstaben über der Stadt sort et se classe à la quatrième place des charts. Le premier single Ich sang die ganze Zeit von dir atteint la 38e place du hit-parade allemand des singles. Les chansons Norden der Welt et New York atteignent en outre la notoriété en tant qu'extrait radio ou publication à télécharger. En 2007, l'Institut Goethe invite le groupe à se produire à plusieurs reprises en Russie. Tomte joue à Moscou, Novossibirsk, Iekaterinbourg et Krasnoïarsk.
Depuis la fin de l'année 2010, le groupe est en pause pour une durée indéterminée. Le chanteur, fondateur et leader Thees Uhlmann sort entre-temps trois albums solo, dont le deuxième atteint la deuxième place des classements des albums. Au cours des deux premières années, le groupe d'Uhlmann comprenait entre autres le bassiste de Tomte, Nikolai Potthoff. Alors qu'Uhlmann parle d'une pause, Schröder annonce en 2013 la séparation du groupe.

## Discographie

### Albums studio
- 1998 : Du weißt, was ich meine
- 2000 : Eine sonnige Nacht
- 2003 : Hinter all diesen Fenstern (50e place des charts allemands[4]
- 2006 : Buchstaben über der Stadt (4e place des charts allemands[4], 29e en Autriche[5], 96e en Suisse[6])
- 2008 : Heureka (9e place des charts allemands[4], 36e en Autriche[5], 75e en Suisse[6])

### Singles
- 2006 : Ich sang die ganze Zeit von dir (38e place des charts allemands[4])
- 2008 : Der letzte große Wal (56e place des charts allemands[4], 67e en Autriche[5])